# Chicago Bears 2023
La stagione 2023 dei Chicago Bears è stata la 104ª della franchigia nella National Football League e la seconda con Matt Eberflus come capo-allenatore. Dopo avere terminato con il peggior record della NFL nella stagione precedente, la squadra era in possesso della prima scelta assoluta nel Draft NFL 2023 per la prima volta dal 1947 ma la cedette ai Carolina Panthers.
Malgrado l'avere perso tutte le prime quattro gare, portando la striscia di sconfitte consecutive a 14 (la più lunga nella storia della squadra), i Bears migliorarono il record di 3–14 della stagione precedente dopo una vittoria nella settimana 12 sui Minnesota Vikings e migliorarono quello di 6–11 della stagione 2021 grazie alla vittoria nel penultimo turno contro gli Atlanta Falcons. Con la sconfitta dei Carolina Panthers contro i Jacksonville Jaguars il 31 dicembre, Chicago si assicurò la prima scelta assoluta nel Draft NFL 2024 per la seconda stagione consecutiva. Tuttavia, le vittorie dei Los Angeles Rams e dei Green Bay Packers quello stesso giorno furono eliminati dalla corsa ai playoff per il terzo anno consecutivo.
Durante la stagione, Justin Fields divenne il quarto quarterback dalla fusione AFL-NFL del 1970 a passare 5.000 yard e a correrne 1.500 nelle prime trenta gare come titolare in carriera.

## Scelte nel Draft 2023
| Scelte dei Bears nel Draft 2023 |        |                    |            |                |                          |
| Giro                            | Scelta | Giocatore          | Ruolo      | College        | Note                     |
| 1                               | 10     | Darnell Wright     | OT         | Tennessee      | Dai Philadelphia Eagles  |
| 2                               | 53     | Gervon Dexter      | DT         | Florida        | Dai Baltimore Ravens     |
| 2                               | 56     | Tyrique Stevenson  | CB         | Miami          | Dai Jacksonville Jaguars |
| 3                               | 64     | Zacch Pickens      | DL         | South Carolina |                          |
| 4                               | 115    | Roschon Johnson    | RB         | Texas          | Dai New Orleans Saints   |
| 4                               | 133    | Tyler Scott        | WR         | Cincinnati     | Dai Philadelphia Eagles  |
| 5                               | 148    | Noah Sewell        | Linebacker | Oregon         | Dai New England Patriots |
| 5                               | 165    | Terell Smith       | CB         | Minnesota      | Dai Philadelphia Eagles  |
| 7                               | 218    | Travis Bell        | DT         | Kennesaw State |                          |
| 7                               | 258    | Kendall Williamson | CB         | Stanford       | Scelta compensatoria     |

### Scambi di scelte Pre-Draft
- Il 10 marzo 2023 i Bears cedettero ai Carolina Panthers la loro 1ª scelta assoluta nel draft in cambio delle scelte al 1º e al 2º giro, rispettivamente la 9ª e la 61ª, più una scelta al 1º giro del draft 2024, una scelta al 2º giro del draft 2025 e il wide receiver D.J. Moore.[6]

## Staff
| Staff dei Chicago Bears |
| --- |
| Organi dirigenziali - Segretario del Consiglio di Amministrazione – Virginia Halas McCaskey - Chairman – George McCaskey - Presidente/CEO – Ted Phillips - General manager – Ryan Poles - Assistente general manager – Ian Cunningham - Vice presidente senior/consulente generale – Cliff Stein - Co-direttore del personale dei giocatori – Trey Koziol - Direttore degli osservatori dei professionisti – Jeff King - Direttore degli osservatori del college – Mark Sadowski - Direttore dell'amministrazione del football – Matt Feinstein Capo allenatore - Matt Eberflus Altri allenatori - Direttore delle prestazioni – Brent Salazar - Preparatore atletico – Jim Arthur - Assistente p.a. – Noble Landry - Assistente p.a. – Jim Mangiero Allenatori dell'attacco - Coordinatore offensivo – Luke Getsy - Quarterback – Andrew Janocko - Running back – David Walker - Gioco sui passaggi/wide receiver – Tyke Tolbert - Tight end – Jim Dray - Assistente tight end – Tim Zetts - Offensive line – Chris Morgan - Assistente offensive line – Austin King - Controllo qualità attacco – Omar Young Allenatori della difesa - Coordinatore difensivo – Alan Williams - Defensive line – Travis Smith - Assistente defensive line – Justin Hinds - Linebacker – Dave Borgonzi - Defensive back – James Rowe - Safety – Andre Curtis - Assistente defensive back – David Overstreet II - Controllo qualità difesa – Ronell Williams Allenatori dello special team - Coordinatore dello special team – Richard Hightower - Assistente special team – Carlos Polk |

## Roster
| Roster dei Chicago Bears |
| --- |
| Quarterback - 17 Tyson Bagent - 1 Justin Fields - 14 Nathan Peterman Running Back - 35 Khari Blasingame FB - 21 D'Onta Foreman - 24 Khalil Herbert - 20 Travis Homer - 23 Roschon Johnson Wide Receiver - 10 Chase Claypool - 12 Velus Jones Jr. - 11 Darnell Mooney - 2 D.J. Moore - 13 Tyler Scott - 15 Trent Taylor - 19 Equanimeous St. Brown Tight End - 85 Cole Kmet - 84 Marcedes Lewis - 18 Robert Tonyan Offensive Linemen - 75 Larry Borom T - 69 Ja'Tyre Carter G - 64 Nate Davis G - 67 Dan Feeney G - 70 Braxton Jones T - 62 Lucas Patrick C - 65 Cody Whitehair C - 58 Darnell Wright T Defensive Linemen - 97 Andrew Billings DT - 99 Gervon Dexter DT - 94 Rasheem Green DE - 93 Justin Jones DT - 52 Khalid Kareem DE - 91 Yannick Ngakoue DE - 96 Zacch Pickens DT - 90 Dominique Robinson DE - 95 DeMarcus Walker DE Linebacker - 49 Tremaine Edmunds MLB - 53 T.J. Edwards OLB - 57 Jack Sanborn OLB - 44 Noah Sewell MLB Defensive Back - 39 Josh Blackwell CB - 9 Jaquan Brisker SS - 6 Kyler Gordon CB - 22 Elijah Hicks FS - 4 Eddie Jackson FS - 33 Jaylon Johnson CB - 26 Quindell Johnson SS - 31 Jaylon Jones CB - 32 Terell Smith CB - 29 Tyrique Stevenson CB Special Team - 16 Trenton Gill P - 8 Cairo Santos K - 48 Patrick Scales LS Lista delle riserve - 76 Teven Jenkins G (IR) - 68 Doug Kramer C (IR) Squadra di allenamento - 50 Deslin Alexandre DE - 47 Micah Baskerville MLB - 73 Travis Bell DT - 45 Robert Burns FB - 88 Stephen Carlson TE - 74 Aviante Collins T - 63 Matt Farniok C - 43 DeMarquis Gates OLB - 92 Daniel Hardy OLB - 59 Jalen Harris DE - 67 Roy Mbaeteka T - 60 Bill Murray G - 46 John Parker Romo K - 27 Greg Stroman CB - 38 A.J. Thomas SS - 83 Nsimba Webster WR - 36 Kendall Williamson SS Roster aggiornato al 10 settembre 2023 52 attivi, 2 inattivi, 16 nella squadra di allenamento |
| Legenda - I rookie sono in corsivo. - Il primo ruolo è il principale mentre gli eventuali successivi indicano i ruoli secondari. - (IR) sta per Injured Reserve ed indica la lista ristretta per un solo giocatore infortunato che può tornare ad allenarsi dopo la settimana 6 e a rientrare in prima squadra dopo che questa ha giocato 8 partite. - (NF-Inj.) / (NF-Ill.) stanno rispettivamente per Non-Football Injured e Non-Football Illness ed indicano le liste dove viene inserito un giocatore che ha un infortunio o una malattia non dipendente dal football americano. - (PUP) sta per Physically Unable to Perform ed indica la lista dove viene inserito un giocatore mentre è in attesa di recuperare la condizione fisica. Nella stagione regolare dopo la sesta partita giocata dalla propria squadra, il giocatore ha tempo tre settimane per riprendere ad allenarsi, più tre settimane aggiuntive dal suo rientro agli allenamenti per rientrare in prima squadra. |

## Precampionato
Il 15 maggio 2023 furono annunciate le gare del precampionato.
| Precampionato |           |            |                      |           |        |                   |     |         |
| Settimana     | Data      | Ora (CT)   | Avversario           | Risultato | Record | Stadio            | TV  | Sintesi |
| 1             | 12 agosto | 12:00 p.m. | Tennessee Titans     | V 23-17   | 1-0    | Soldier Field     | Fox | Sintesi |
| 2             | 19 agosto | 6:00 p.m.  | @ Indianapolis Colts | S 17-24   | 1-1    | Lucas Oil Stadium | Fox | Sintesi |
| 3             | 26 agosto | 12:00 p.m. | Buffalo Bills        | S 21-24   | 1-2    | Soldier Field     | Fox | Sintesi |

## Stagione regolare

### Calendario
ll calendario della stagione regolare 2023 fu reso noto l'11 maggio 2023. Il 30 novembre 2023 fu annunciata data e orario della gara del quindicesimo turno. Data e orario della gara di settimana 18 furono stabilite il 31 dicembre 2023, dopo lo svolgimento del diciassettesimo turno.
| Stagione regolare |                     |                     |                             |                     |                     |                          |                     |                     |
| Settimana         | Data                | Ora (CT)            | Avversario                  | Risultato           | Record              | Stadio                   | TV                  | Sintesi             |
| 1                 | 10 settembre        | 3:25 p.m.           | Green Bay Packers           | S 20-38             | 0-1                 | Soldier Field            | Fox                 | Sintesi             |
| 2                 | 17 settembre        | 12:00 p.m.          | @ Tampa Bay Buccaneers      | S 17-27             | 0-2                 | Raymond James Stadium    | Fox                 | Sintesi             |
| 3                 | 24 settembre        | 3:25 p.m.           | @ Kansas City Chiefs        | S 10-41             | 0-3                 | Arrowhead Stadium        | Fox                 | Sintesi             |
| 4                 | 1º ottobre          | 12:00 p.m.          | Denver Broncos              | S 28-31             | 0-4                 | Soldier Field            | CBS                 | Sintesi             |
| 5                 | 5 ottobre           | 7:15 p.m.           | @ Washington Commanders (T) | V 40-20             | 1-4                 | FedEx Field              | Prime Video         | Sintesi             |
| 6                 | 15 ottobre          | 12:00 p.m.          | Minnesota Vikings           | S 13-19             | 1-5                 | Soldier Field            | Fox                 | Sintesi             |
| 7                 | 22 ottobre          | 12:00 p.m.          | Las Vegas Raiders           | V 30-12             | 2-5                 | Soldier Field            | Fox                 | Sintesi             |
| 8                 | 29 ottobre          | 7:20 p.m.           | @ Los Angeles Chargers (S)  | S 13-30             | 2-6                 | SoFi Stadium             | NBC                 | Sintesi             |
| 9                 | 5 novembre          | 12:00 p.m.          | @ New Orleans Saints        | S 17-24             | 2-7                 | Caesars Superdome        | CBS                 | Sintesi             |
| 10                | 9 novembre          | 7:15 p.m.           | Carolina Panthers (T)       | V 16-13             | 3-7                 | Soldier Field            | Prime Video         | Sintesi             |
| 11                | 19 novembre         | 12:00 p.m.          | @ Detroit Lions             | S 26-31             | 3-8                 | Ford Field               | Fox                 | Sintesi             |
| 12                | 27 novembre         | 7:15 p.m.           | @ Minnesota Vikings (M)     | V 12-10             | 4-8                 | U.S. Bank Stadium        | ESPN                | Sintesi             |
| 13                | Settimana di riposo | Settimana di riposo | Settimana di riposo         | Settimana di riposo | Settimana di riposo | Settimana di riposo      | Settimana di riposo | Settimana di riposo |
| 14                | 10 dicembre         | 12:00 p.m.          | Detroit Lions               | V 28-13             | 5-8                 | Soldier Field            | Fox                 | Sintesi             |
| 15                | 17 dicembre         | 1:00 p.m.           | @ Cleveland Browns          | S 17-20             | 5-9                 | Cleveland Browns Stadium | Fox                 | Sintesi             |
| 16                | 24 dicembre         | 3:25 p.m.           | Arizona Cardinals           | V 27-16             | 6-9                 | Soldier Field            | Fox                 | Sintesi             |
| 17                | 31 dicembre         | 12:00 p.m.          | Atlanta Falcons             | V 37-17             | 7-9                 | Soldier Field            | CBS                 | Sintesi             |
| 18                | 7 gennaio           | 3:25 p.m.           | @ Green Bay Packers         | S 9-17              | 7-10                | Lambeau Field            | CBS                 | Sintesi             |

Note:
- Gli avversari della propria division sono in grassetto.
- Il simbolo "@" indica una partita giocata in trasferta.
- (M) indica il Monday Night Football, (T) il Thursday Night Football e (S) il Sunday Night Football.

## Premi

### Premi settimanali e mensili
- D.J. Moore:

giocatore offensivo della NFC della settimana 5
- D'Onta Foreman:

running back della settimana 7
- Cairo Santos:

giocatore degli special team della NFC del mese di novembre
- Khalil Herbert:

running back della settimana 16
- Tyrique Stevenson:

difensore della NFC della settimana 17